# Nimlot II (arcykapłan Amona)
| R8 | U36 | T8 | N35 | M17 | Y5 · N35 · N5 · Z1 | M23 | X1 · Z2 | R8 | F20 · A12 | Z3 | N35 | M26 | A17 | N35 · N35 · O49 | F4 · D36 | N35 · Z2 · U1 | D21 · Z1 · V13 | A52 |

| R8 | U36 | T8 | N35 | M17 | Y5 · N35 · N5 · Z1 | M23 | X1 · Z2 | R8 | F20 · A12 | Z3 | N35 | M26 | A17 | N35 · N35 · O49 | F4 · D36 | N35 · Z2 · U1 | D21 · Z1 · V13 | A52 |

Nimlot II - Hem-neczer-Tepi-en-Amon-Re nesyt-neczer-nes-mesa-semai-nechen-chaty Nimlot - Boski Ojciec Pierwszy Prorok Amona-Re, boski w królowaniu, wielki wódz armii Południa-?wezyr południa?-Nimlot- wielki kapłan Amona-Re.
Syn Osorkona II i Dżedmutiufanch. Znane są imiona trojga z jego dzieci. Byli to dwaj synowie i córka. Takelot, Dżedptahiufanch - władający w Herakleopolis oraz Karoma III, późniejsza żona Takelota II, matka arcykapłana Osorkona i Szeszonka III.
W czasie jego pontyfikatu władzę sprawował Osorkon II w Bubastis.